# Буравниця борщевична
Борщевична буравниця (Euleia heraclei (Linnaeus, 1758)) (syn. Philophylla heraclei) — шкідлива комаха, вражає селеру, менше моркву.

## Опис
Строката муха, зустрічається в трьох відтінках: жовто-червоному, бурому і чорному. Яйця овальні, білі. Личинки жовто-білі, циліндричні, довжиною 7-8 мм. Пупарій циліндричний, ясно-жовтий, блискучий. 

## Поведінка
Зимує пупарій. Мухи з'являються на початку травня. Вони малорухливі. Самка протикає яйцекладом паренхіму листків і в отвір відкладає яйце. В один листок відкладає кілька яєць. Через 6-8 днів виходять личинки, що мінують листи. Личинки часто переходять і на сусідні рослини. Через 4 тижні дорослі личинки заляльковуються в ґрунті на глибині 4-5 см. Друге покоління розвивається у вересні-жовтні. Пупарії другої генерації зимують у ґрунті на глибині 10 см. Шкодить головним чином селері і пастернаку. Листки ушкоджених рослин буріють і засихають, коренеплоди через зменшення ассиміляційної поверхні погано розвиваються.